# تایمز واتر
تایمز واتر (انگلیسی: Thames Water) شرکت آب بریتانیایی است، که در سال ۱۹۸۹ تأسیس شد.